# Mátraverebély
Mátraverebély (szlovákul: Matranské Vráble vagy Matranský Verebíl) község Nógrád vármegyében, a Bátonyterenyei járásban.

## Fekvése
A Zagyva völgyében helyezkedik el, a Mátra és a Cserhát között. Négy települési szomszédja van: északkeleti, keleti és délkeleti irányból Bátonyterenye, dél felől Tar, nyugat felől Sámsonháza, északnyugat felől pedig Márkháza. A Novohrad-Nógrád UNESCO Globális Geopark települése.

### Megközelítése
Legfontosabb közúti megközelítési útvonala a 21-es főút, azon érhető el a megyeszékhely Salgótarján és (Hatvan érintésével) Budapest, illetve az ország távolabbi részei felől is. A főút mai nyomvonala lényegében kettészeli a községet, a régi (az 1950-es évekig használatban volt) nyomvonala a belterületének északi részén haladt át. Utóbbi útvonal ma részben a 21 143-as, részben a 21 167-es útszámozást viseli. Szentkút településrésze és az ottani kegyhely a 21 142-es számú mellékúton érhető el; területén országos közútnak számít még a 21 168-as és a 21 169-es út, melyek a 21-es régi nyomvonalának kisebb jelentőségű elágazásai dél-délkeleti irányban.
A hazai vasútvonalak közül a Hatvan–Somoskőújfalu-vasútvonal érinti, melynek egy megállója van itt. Mátraverebély megállóhely közúti megközelítését a főútból, annak nagyjából a 39+150-es kilométerszelvényénél kiágazó 24 304-es számú mellékút biztosítja; a bő 800 méter hosszú és a Zagyván is átívelő útszakasz egyben a község egyik főutcája is, Vasút utca, illetve Vereb Péter út néven.

## Története
Mátraverebély Árpád-kori település. Nevét az 1300-as években említették először Vereb néven.[forrás?]
1332–1337 között neve szerepelt a pápai tizedjegyzékben is.
A 14. században már mezővárosként említették.[forrás?]
1398-ban Zsigmond királytól országos vásártartási jogot is kapott, tehát jelentős település lehetett.
Nevének utótagja a települést a 15–16. században birtokló Verebi családra utal. Verebi Péter erdélyi alvajda alapította a falu templomát és a pálos kolostort is, és ő eszközölte ki Zsigmond királynál a település számára az országos vásártartási jogot.
1625-27 körül a törökök három gyermeket elraboltak, egyiküket visszaváltottak.
A török időkben elnéptelenedett a falu, 1671-ben majorság volt. 1733-ban a ciszterciek, majd 1756-ban az Almásy grófok birtokába jutott.

## Közélete

### Polgármesterei
- 1990–1994: Oláh Sándor (független)[5]
- 1994–1998: Oláh Sándor (független)[6]
- 1998–1999: Bakonyi Józsefné (Munkáspárt)[7]
- 2000–2002: Nagy Attila (MSZP)[8][9]
- 2002–2006: Nagy Attila (MSZP)[10]
- 2006–2010: Nagy Attila (MSZP)[11]
- 2010–2014: Seres Mária (CM)[12]
- 2014–2019: Nagy Attila (független)[13]
- 2019–2024: Nagy Attila (független)[14]
- 2024– : Nagy Attila (független)[1]

A településen az 1998. október 18-án megtartott önkormányzati választás érdekessége volt, hogy az országos átlagot jóval meghaladó számú, összesen 8 polgármesterjelölt indult (ráadásul két azonos nevű személy is akadt köztük). Ilyen nagy számú jelöltre az egész országban csak tíz település lakói szavazhattak, ennél több (9, 10 vagy 12) aspiránsra pedig csak öt másik településen volt példa. Az akkor megválasztott polgármester azonban nem tölthette ki ciklusának még a felét sem, a képviselő-testület ugyanis valamikor 1999 őszén feloszlatta magát, ami miatt 2000. január 16-án időközi polgármester- és képviselő-testületi választást kellett tartani. Az nem ismert, hogy a hivatalban lévő polgármester elindult-e az időközi választáson, az viszont megállapítható, hogy a ciklus alig harmadánál megválasztott új polgármester 1998-ban még nem szerepelt a rekordközeli számú aspiráns között.

## Népesség
2001-ben a település lakosságának 80%-a magyar, 20%-a cigány nemzetiségűnek vallotta magát.
A 2011-es népszámlálás során a lakosok 89%-a magyarnak, 19,5% cigánynak, 0,5% németnek, 0,8% románnak, 0,2% szlováknak mondta magát (11% nem nyilatkozott; a kettős identitások miatt a végösszeg nagyobb lehet 100%-nál). A vallási megoszlás a következő volt: római katolikus 54,4%, református 2%, evangélikus 0,7%, görögkatolikus 0,2%, felekezeten kívüli 19,2% (23,2% nem nyilatkozott).
2022-ben a lakosság 89%-a vallotta magát magyarnak, 12,3% cigánynak, 0,3% románnak, 0,2% németnek, 0,1-0,1% bolgárnak, szlováknak, ukránnak és lengyelnek, 0,7% egyéb, nem hazai nemzetiségűnek (11% nem nyilatkozott; a kettős identitások miatt a végösszeg nagyobb lehet 100%-nál). Vallásuk szerint 41,3% volt római katolikus, 1,7% református, 0,9% evangélikus, 0,3% görög katolikus, 0,1% ortodox, 2,2% egyéb keresztény, 1,6% egyéb katolikus, 11,1% felekezeten kívüli (40,8% nem válaszolt).
A település népességének változása:
| Lakosok száma | 1958 | 1943 | 1934 | 1841 | 1768 | 1739 | 1682 |
|               | 2013 | 2014 | 2015 | 2021 | 2022 | 2023 | 2024 |

## Nevezetességei
- Az Árpád-kori Nagyboldogasszony plébániatemplom.[19]
- A szentkúti zarándokhely a Mátraverebély-Szentkút Nemzeti Kegyhely.

A zarándokhely templomában található (Az angol beteg című filmben is megörökített) Almásy László családi sírboltja.
2009. május 23-án először rendezték meg a szentkúti kegyhelyen a görögkatolikus hívek zarándoklatát.

## Képgaléria

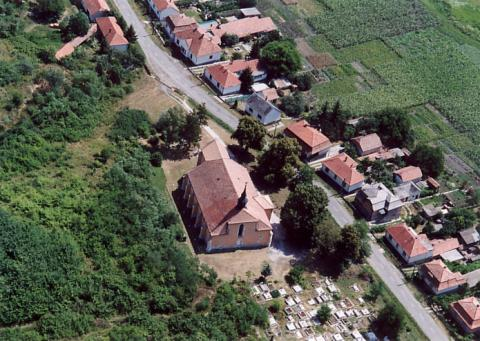
Mátraverebély középkori temploma
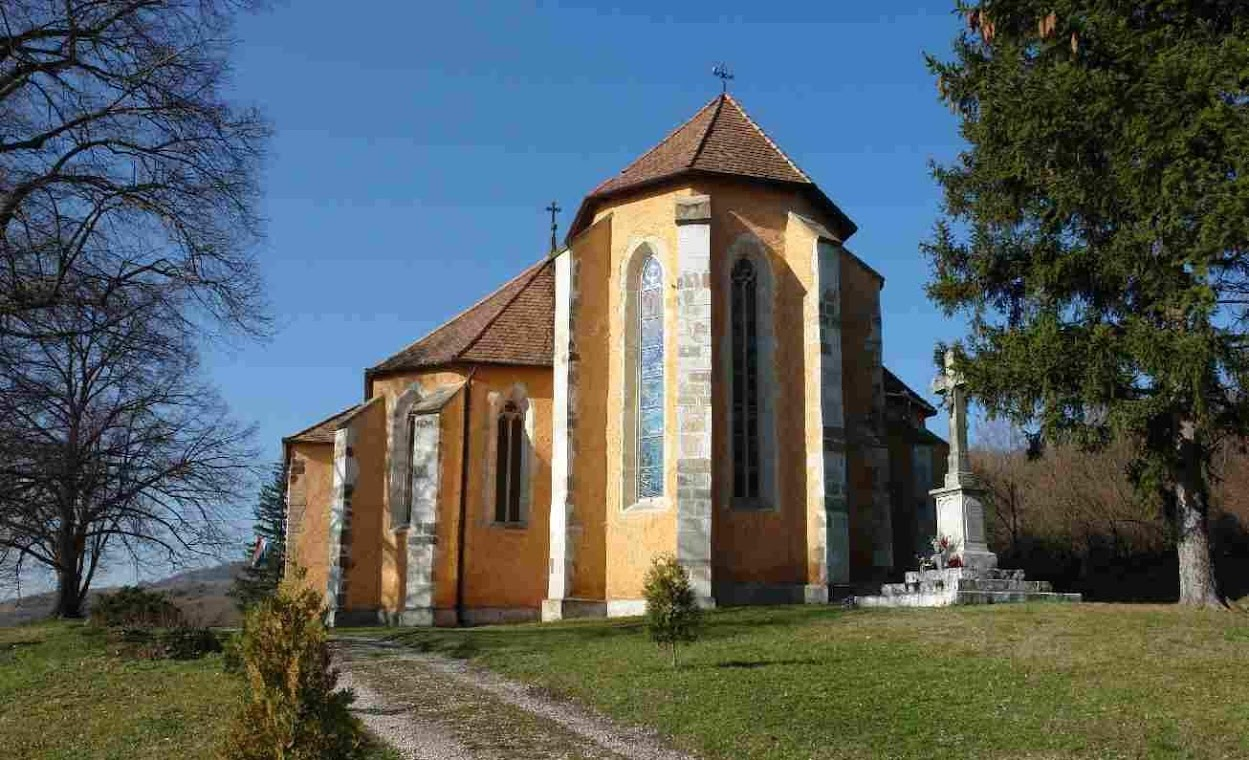
Mátraverebély középkori temploma
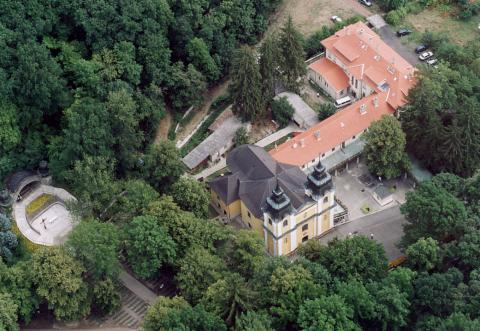
A szentkúti zarándok templom